# Ryszard Małaszkiewicz
Ryszard Rafał Małaszkiewicz (ur. 24 października 1901 w Wilnie, zm. 29 stycznia 1988 we Wrocławiu) – major dyplomowany saperów Wojska Polskiego.

## Życiorys
Ryszard Małaszkiewicz urodził się 24 października 1901 roku w Wilnie. Uczył się polskim gimnazjum Zygmunta Augusta w Wilnie. W dniu 10 listopada 1918 roku ochotniczo wstąpił do Wojska Polskiego. W 1919 roku został ranny. W sierpniu 1920 roku, w stopniu sierżanta, dowodził plutonem wileńskiego baonu harcerskiego wchodzącym w skład 201 Ochotniczego pułku piechoty. Wykazał się męstwem, za które otrzymał pierwszy Krzyż Walecznych.
Po Bitwie Warszawskiej został przydzielony do armii pościgowej w składzie 1 Dywizji Litewsko-Białoruskiej gen. Żeligowskiego. Walczył tu w ramach 6 pułku harcerskiego jako dowódca plutonu. Po buncie Żeligowskiego brał udział w przyłączaniu Wilna do Polski 7 października 1920 roku.
W 1924 roku rozpoczął naukę w Oficerskiej Szkole Inżynierii w Warszawie. 29 września 1926 roku prezydent RP Ignacy Mościcki mianował go podporucznikiem ze starszeństwem z dniem 15 sierpnia 1926 roku w korpusie oficerów inżynierii i saperów, a Minister Spraw Wojskowych, marszałek Polski Józef Piłsudski wcielił do kadry oficerów saperów. 25 sierpnia 1927 roku, po ukończeniu trzeciego roku nauki, został przeniesiony do 3 pułku Saperów Wileńskich w Wilnie. 15 sierpnia 1928 roku awansował na porucznika ze starszeństwem z dniem 15 sierpnia 1928 roku i 9. lokatą w korpusie oficerów inżynierii i saperów. 23 grudnia 1929 roku został przeniesiony z byłego 3 pułku saperów do 3 batalionu saperów w Wilnie. Z dniem 3 listopada 1933 roku został powołany do Wyższej Szkoły Wojennej w Warszawie na Kurs Normalny 1933/1935. Porucznik Małaszkiewicz otrzymał dyplom ukończenia Wyższej Szkoły Wojennej w ramach czternastej, najmniejszej w historiach szkoły promocji. Studia ukończyło 21 oficerów, w tym, oprócz Małaszkiewicza, między innymi Marian Utnik, a także kapitan armii japońskiej Matsumuro Tomakato.
Do 26 sierpnia 1939 roku dowodził 4. kompanią szkolną w 4 pułku saperów w Przemyślu. 27 sierpnia 1939 roku został powołany do Sztabu Naczelnego Dowódcy Saperów, generała brygady Mieczysława Dąbkowskiego na stanowisko oficera ogólnoorganizacyjnego.
18 września w Kutach przekroczył granicę z Rumunią. 9 listopada 1939 roku uciekł z obozu internowania w miejscowości Balș. 21 listopada 1939 roku wypłynął z portu Konstanca na czele grupy 78. polskich żołnierzy. 29 grudnia 1939 roku dotarł do Paryża. Ukończył szkolenie w szkole inżynieryjnej w Wersalu, po którym dostał przydział do 4 dywizji strzelców na stanowisko oficera sztabu. W trakcie kampanii francuskiej 4 dywizję strzelców ewakuowano z Francji do Anglii, a Małaszkiewicz został przeniesiony do sztabu gen Bolesława Jatelnickiego i brał czynny udział w ewakuacji żołnierzy polskich z Francji. W czerwcu 1940 wraz ze sztabem gen Jatelnickiego ewakuował się do Wielkiej Brytanii. 20 września 1940 roku został przydzielony do 1 batalionu saperów, a pięć dni później przyjął obowiązki dowódcy 2. kompanii saperów. 22 września 1941 roku został przeniesiony do 7 Brygady Kadrowej Strzelców. 24 września dowódca brygady przydzielił go do 7 Kompanii Kadrowej Saperów (nadwyżka oficerów saperów).
W listopadzie 1941 roku major Ryszard Małaszkiewicz przechodzi kurs w uzupełniający dla oficerów dyplomowanych przy Sztabie Naczelnego Wodza. Kurs miał na celu wyrównanie wiedzy z zakresu taktyki oficerów sztabowych. Po przeszkoleniu oficerowie mieli zostać wysłani jako szefowie sztabów do jednostek 2 Korpusu. Plany te pokrzyżował po sześciu tygodniach rozkaz N.W., odwołujący cała misję.
W lutym 1942 roku został przeniesiony do 1 Samodzielnej Brygady Spadochronowej, gdzie objął dowództwo kompanii saperów z zadaniem organizacji kompanii i jej przeszkolenia. Po przebytym przeszkoleniu spadochronowym zdobył 27 maja 1942, zwykły znak spadochronowy. Z dniem 1 stycznia 1943 r. otrzymuje awans na stopień majora. Po przeprowadzeniu do końca cyklu szkoleń kompanii saperów, przechodzi, najpierw na stanowisko pierwszego oficera sztabu, a 15 października 1943 roku na szefa sztabu brygady. Na tym stanowisku wziął udział w operacji Market Garden.

## Operacja Market Garden
W operacji Market Garden, największej powietrznodesantowej operacji II wojny światowej, wzięli udział amerykańscy, brytyjscy i polscy spadochroniarze, wchodzący w skład 1 Alianckiej Armii Powietrznodesantowej. Operacja miała na celu zajęcie okupowanej Holandii i obejście niemieckich umocnień linii Zygfryda. Dałoby to aliantom możliwość zajęcia Zagłębia Ruhry i zakończenia wojny jeszcze w 1944 roku. Kluczowym zadaniem operacji Market Garden było zdobycie i utrzymanie mostów na Renie – w tym kluczowego w Arnhem, do czasu nadejścia wojsk pancernych.
Z powodu braku dostatecznej liczby samolotów rozpoczęta 17 września 1944 operacja rozciągnęła się na 3 dni, w związku z czym utracono element zaskoczenia. Ponadto alianci nie oszacowali prawidłowo rzeczywistych sił niemieckich (w tym obecności dwóch dywizji pancernych SS), a załamanie pogody opóźniło zrzuty kolejnych jednostek. Po początkowych sukcesach i zajęciu kilku mostów operacja zakończyła się całkowitą klęską i ogromnymi stratami.
1 Samodzielna Brygada Spadochronowa miała początkowo zostać zrzucona na wschód od Elde 19 września, jednak uniemożliwiła to fatalna sytuacja pogodowa, jaka panowała na brytyjskich lotniskach więc loty przeniesiono na następny dzień. 20 września, po ponownym odwołaniu lotów, nastąpiła zmiana stref zrzutu i zadań 1 Samodzielnej Brygady Spadochronowej – wyznaczono nowe zrzutowisko w rejonie wsi Driel. Tak to opisuje major Małaszkiewicz:
„…podczas wyładowania się brygady z samolotów [z związku z odwołaniem lotów w dniu 20.09.44] nadszedł pierwszy rozkaz dowódcy dywizji z pola walki który był bardzo krótki i zwięzły: Brygada Polska ma lądować 5 km na zachód od poprzedniego rejonu w rejonie miejscowości Driel. Natychmiast po wylądowaniu B-da ma udać się na prom przy pomocy którego jak najszybciej przeprawić się na północny brzeg gdzie otrzyma dalsze rozkazy. Prom jest trzymany przez Dywizję”.
Nowy plan użycia brygady został przygotowany przez Ryszarda Małaszkiewicza i jego sztab w ciągu 21 godzin. Ostatecznie jednostka wyleciała do akcji 21 września.
Na nowym zrzutowisku wylądowała tylko część brygady – ze względu na złą pogodę samoloty z 1 batalionem zostały zawrócone. Opór napotykanych sił wroga w rejonie zrzutowiska był słaby z powodu wcześniejszego wycofania prawie całego niemieckiego batalionu (na zrzutowisku pozostała jedynie kompania). Planowany desant brygady na drugi brzeg Renu uniemożliwił jednak brak przeprawy promowej, wobec czego brygada przeszła do obrony w miejscowości Driel, wiążąc tym samym znaczne siły niemieckie.
W piątek 22 września, na polecenie 1 Dywizji Powietrznodesantowej, sztab przygotował przeprawę na dwóch niewielkich gumowych pontonach ratunkowych, jakimi jedynie dysponowała jednostka, a które mogły pomieścić po 2 żołnierzy i 2 wioślarzy. Brygada o 23.00 podjęła przeprawę do momentu zniszczenia pontonów przez ogień wroga. Udało się w ten sposób przeprawić 56 żołnierzy z 8 kompanii
Następnego dnia Małaszkiewicz nawiązał kontakt z XXX korpusem w celu uzyskania środków przeprawowych, niezbędnych brygadzie do wsparcia walczącej w Arnhem 1 Dywizji Powietrznodesantowej. Wobec uzyskanego zapewnienia ich dostarczenia major Małaszkiewicz wraz ze sztabem opracował nowy plan przeprawy, który okazał się bezużyteczny, ponieważ nie dostarczono uzgodnionej ilości łodzi, ich pojemność przeprawowa była niewystarczająca, nie przybyli też saperzy kanadyjscy. Tak wspomina to szef sztabu:
„…zaszło wiele komplikacji zamiast osiemnastu łodzi nadeszło ich tylko czternaście, pojemność przeprawowa zamiast 24 ludzi okazuje się pojemnością 18- tu nie przybyli też saperzy kanadyjscy – skutkiem czego cała organizacja, tak starannie zestawiona na kwaterach musiała być zmieniona tuż nad wodą. Zmienione zostało wszystko od obsad łodzi, które musieli obsadzić nasi saperzy do całkowitych zmian porządku załadowania.”
Te nieoczekiwane zmiany spowodowały opóźnienie przeprawy, planowanej początkowo o północy. Niemcy rozpoczęli silny ostrzał przeprawiających się Polaków, dobrze widocznych w świetle podpalonego tartaku.
Doszło do paniki i załamania się przeprawy. Dzięki osobistemu zaangażowaniu generała Sosabowskiego i majora Małaszkiewicza udało się opanować panikę i uporządkować załadunek żołnierzy w punktach przeprawowych, dzięki czemu do godzin porannych przeprawiło się od 150 do 250 spadochroniarzy
Kolejna przeprawa nie doszła do skutku z powodu rozkazu odwrotu otrzymanego 25 września, wyznaczającego brygadzie zadanie ubezpieczenia przeprawy na południowym brzegu i organizowanie porządku i ruchu wycofujących się oddziałów. Nastąpiło to w nocy 26 września – udało się ewakuować 2163 żołnierzy, w tym 160 Polaków.
O godzinie dziewiątej 26 września polskie jednostki oderwały się od południowego brzegu i dwoma rzutami ewakuowane jednostki zostały przetransportowane na południe. Drugim rzutem dowodził mjr Małaszkiewicz, który przeprowadził ewakuowane oddziały bez większych strat.
Za niewątpliwe zasługi w bitwie pod Arnhem generał Stanisław Sosabowski bezskutecznie występował o awans dla majora Małaszkiewicza do stopnia podpułkownika. We wniosku awansowym z dnia 31.10.1944, a więc miesiąc po bitwie, generał Sosabowski napisał o majorze:
„Był szefem sztabu i dowódcą saperów podczas operacji. W tych niezwykle ciężkich warunkach w jakich szła przeprawa w obliczu nieprzyjaciela wykazywał wzorowe umiejętności na zajmowanym stanowisku”.
Wniosek posiada odręczną adnotację: „Nie awansował”.
Major Małaszkiewicz za udział w bitwie otrzymał Bojowy znak spadochronowy nadany mu 16 października 1944, a miesiąc później 11 listopada 1944 na wniosek generała Sosabowskiego prezydent RP „...w uznaniu męstwa i odwagi, wykazanych w czasie walk 1 Samodzielnej Brygady Spadochronowej w Holandii we wrześniu1944 r...” nadał po raz drugi Krzyż Walecznych. Major Małaszkiewicz funkcję szefa sztabu brygady pełnił do 29 grudnia 1944 roku.
Wiosną 1945 roku został przeniesiony na stanowisko dowódcy Spadochronowego Ośrodka Zapasowego i Centrum Wyszkolenia Spadochronowego 1 Samodzielnej Brygady Spadochronowej.
W tym ośrodku pełnił służbę do 1 kwietnia 1946 roku. Był wykładowcą taktyki saperów Wyższej Szkoły Wojennej. Major Ryszard Małaszkiewicz został przeniesiony do komisji regulaminowej przy Sztabie Naczelnego Wodza w Perth. W październiku 1946 skierowany do obozu repatriacyjnego w miejscowości Polkemmet w Szkocji, przeznaczonego dla żołnierzy oczekujących na powrót do kraju. 15 listopada 1946 roku wyruszył z Glasgow statkiem Marine Karen do Gdańska.
Życie cywilne 1946–1988
Po początkowym pobycie u rodziny w Łodzi osiedlił się we Wrocławiu. W grudniu 1946 roku rozpoczął pracę w Zakładach Ceramiki Czerwonej we Wrocławiu na stanowisku dyrektora technicznego.
W styczniu 1950 roku mjr Małaszkiewicz został zdegradowany do stopnia kapitana przez Okręgową Komisję Rejestracyjno-Weryfikacyjną MON we Wrocławiu, która określiła go jako „element politycznie niepewny i wrogo ustosunkowany do obecnego ustroju”.
W tym samym miesiącu został aresztowany przez Wojewódzki Urząd Bezpieczeństwa Publicznego (WUBP) we Wrocławiu pod rzekomym zarzutem sabotażu gospodarczego (sprawa prowadzona przez Wydział IV WUBP). Prawie równocześnie Wydział I WUBP rozpoczął postępowanie mające na celu uzyskanie zeznań odnośnie do oficerów Polskich Sił Zbrojnych, jak również oficerów oskarżonych w procesie TUN (tym szczególnie interesował się Główny Zarząd Informacji WP).
Podczas brutalnych przesłuchań, jakim był poddawany, Małaszkiewicz wykazał się wielką roztropnością, właściwie dobierając słowa tak, że nie obciążyć osób, o które był pytany. W wyniku długotrwałego śledztwa i pobytu w więzieniu stan jego zdrowia stale się pogarszał, kilkakrotnie przebywał w izbie chorych i w szpitalu więziennym. Na rozprawy sądowe przynoszono go na noszach, gdyż nie mógł się samodzielnie poruszać. W lutym 1952 roku, po dwóch latach od aresztowania, został zwolniony z więzienia i bliski śmierci przewieziony do szpitala, w którym pozostał do czerwca 1952 roku. Po wyjściu ze szpitala jeszcze przez trzy lata dochodził do zdrowia i już nigdy nie odzyskał dawnej sprawności.
W 1956 roku stworzył monografię bitwy pod Arnhem, która w 1957 roku ukazała się drukiem w Wojskowym Przeglądzie Historycznym.
W 1958 roku otrzymał dyplom inżyniera komunikacji po egzaminie inżynierskim przed Państwową Komisją Weryfikacyjno-Egzaminacyjną Politechniki Krakowskiej.
W roku 1959, w wyniku wielokrotnych starań, przywrócono mu posiadany w czasie wojny stopień majora, którego był pozbawiony przez dziewięć lat.
Pracował w Przedsiębiorstwie Geologicznym we Wrocławiu, między innymi jako kierownik działu wiertniczego, specjalista ds. wiertnictwa hydrogeologicznego i specjalista ds. informacji naukowo-technicznej. Lata 1966–1980 były okresem jego największych osiągnięć w pracy zawodowej; podejmował liczne działania racjonalizatorskie, był współautorem dwóch opatentowanych wynalazków w dziedzinie geologii.
Pasją Ryszarda Małaszkiewicza było łowiectwo. Udzielał się w kole łowieckim „Hubert”, zasiadał w komisji szkoleniowej Wrocławskiego Koła Łowieckiego, a w latach 1962–1966 był członkiem Zarządu Wojewódzkiego Polskiego Związku Łowieckiego.
W 1979 roku współorganizował wyjazd byłych żołnierzy 1 SBS na uroczystości rocznicowe do Driel, w którym nie wziął udziału z uwagi na stan zdrowia. W roku 1985 był jednym z inicjatorów powstania tablicy wotywnej na Jasnej Górze, którą odsłonił wraz z Corą Baltussen.
W 25-lecie pracy zawodowej w Przedsiębiorstwie Geologicznym we Wrocławiu otrzymał w dniu 21.10.1981 roku Krzyż Kawalerski Orderu Odrodzenia Polski nr 1777-81-18.
Zmarł 28 stycznia 1988 roku. Został pochowany na Cmentarzu Świętej Rodziny we Wrocławiu (sektor 1-18-280). Odznaczony pośmiertnie, „Za wybitne zasługi dla niepodległości Rzeczypospolitej Polskiej”, przez Prezydenta RP Krzyżem Komandorskim Orderu Odrodzenia Polski. Decyzją Ministra Obrony z dnia 4 czerwca 2021 roku kompania saperów 6. batalionu dowodzenia 6. Brygady Powietrznodesantowej otrzymała imię płk dypl. Ryszarda Małaszkiewicza.

## Ordery i odznaczenia
- Krzyż Komandorski Orderu Odrodzenia Polski. (2020)
- Krzyż Kawalerski Orderu Odrodzenia Polski (1981)
- Krzyż Walecznych „za czyny męstwa i odwagi wykazane w bojach toczonych w latach 1918–1921”[29]
- Krzyż Walecznych „za czyny męstwa i odwagi wykazane w wojnie rozpoczętej 1 września 1939 roku”[30]
- Medal Niepodległości (23 grudnia 1933)[31]
- Medal Wojska (dwukrotnie)
- Srebrny Krzyż Zasługi (25 lutego 1932)[32]
- Krzyż Zasługi Wojsk Litwy Środkowej[29]
- Medal 3 Maja
- Bojowy Znak Spadochronowy (16 października 1944)[33]
- Krzyż Harcerski[34]
- Order of the British Empire V klasy[34]
- Medal Wojny 1939–1945

## Upamiętnienie
Instytut Pamięci Narodowej przygotował wystawę pt. Wierny Polsce. Major Ryszard Małaszkiewicz, która popularyzuje jego postać oraz informacje o losach żołnierzy 1. Samodzielnej Brygady Spadochronowej. Wystawa została zaprezentowana 10 września 2024 r. we Wrocławiu. Jego nagrobek został wpisany do rejestru grobów weteranów walk o niepodległość i odrestaurowany przez IPN.